# IC 5088
IC 5088 — галактика типу S0-a (спіральна галактика) у сузір'ї Козоріг.
Цей об'єкт міститься в оригінальній редакції індексного каталогу.